# Geranomyia lampronota
Geranomyia lampronota is een tweevleugelige uit de familie steltmuggen (Limoniidae). De soort komt voor in het Oriëntaals gebied.